# 梅费提斯
梅费提斯（英語：Mefitis）。古罗马神祇之一。凭借在古罗马神话之中象征由火山向地面喷射的有毒气体而闻名遐迩，在古罗马时期为古罗马人所献祭供奉，其相关文物亦留存至今，影响深远。